# Рами, Ахмед
Ахмед Рами (араб. أحمد رامي‎) (род. 12 декабря 1946) — шведский писатель и журналист марокканского происхождения, ревизионист Холокоста. Стал известен как основатель радиостанции Радио Ислам, позднее ставшей веб-сайтом.

## Биография
Рами родился в Тафрауте, Марокко, где он был армейским офицером. Он запросил и получил политическое убежище в Швеции в сентябре 1973 году, после заявления о своем участии в неудачном государственном перевороте против короля Хасана II в августе 1972 года.
В 1987 году Ахмед Рами начал выступать на шведской радиостанции в передаче «Радио Ислам» в программе для связей с мусульманским населением Швеции.
Передачи «Радио Ислам» по шведскому радио длились более двух лет, прежде чем канцлер юстиции Ханс Старк по материалам, присланным ему Шведским комитетом против антисемитизма, открыл в отделе по делам о свободе печати Стокгольмского городского суда дело по обвинению Ахмеда Рами в разжигании ненависти против группы населения в соответствии с законом, принятом в 1948 году. В ноябре 1989 года на процессе, который длился почти три месяца, Ахмед Рами был признан виновным и приговорен к 6-ти месяцам тюремного заключения; в октябре 1990 года. Верховный суд Швеции отклонил кассационную жалобу и подтвердил приговор. Лицензия на право вещания «Радио Ислам» была отменена на год. В сентябре-октябре 1992 года в Стокгольмском городском суде состоялся третий процесс против «Радио Ислам». Давид Янсон, который официально числился ответственным редактором передач, был приговорен к четырём месяцам тюрьмы.
Процесс Рами стал началом бурных публичных дебатов. Рами получил поддержку со стороны некоторых шведских интеллектуалов. Одним из свидетелей защиты на процессе был профессор истории религий с Уппсальского университета Ян Бергман, который был приглашен защитой как эксперт в области иудаизма для установления, есть теологические основания для заявления Ахмеда Рами. Во время суда в 1989 году Ян Бергманн дал показания в защиту Ахмеда Рами и утверждал, что у евреев действительно существует религиозный долг убивать язычников, заявив, среди прочего, убийство нееврея является мицвой в иудаизме, и эта мицва широко применяется сегодня со ссылкой на галахические законы и служит основой поведения израильской армии с арабским гражданским населением.
В 1991 году в Мюнхене он был участником съезда ревизионистов «Истина освободит вас», в Великобритании он принимал участие в организованном Дэвидом Ирвингом форуме ревизионистов.
В мае 1993 года Ахмед Рами вместе с группой помощников, состоявшей, большей частью, из коренных шведов и иммигрантов-мусульман, напечатал тиражом 400.000 экземпляров прокламацию «Факты вместо пропаганды» и распространил её по всей Швеции. Требование начать судебное преследование Рами и его сотрудников сразу же отвергло Министерство юстиции, которое заявило, что нельзя фиксировать историю с помощью уголовного кодекса.
Рами был оштрафован шведским судом в октябре 2000 года за «подрывную деятельность».
Последние расследования против Рами закончились в 2004 году, когда Шведская прокуратура не смогла доказать, что Рами был ответственен за содержание сайта Радио Ислам.

## Взгляды
В передачах «Радио Ислам» Ахмед Рами заявлял, что «для еврея убийство нееврея является мицвой, то есть повелением во славу Бога. Ещё большей мицвой является убийство нееврейского ребёнка, потому что таким образом устраняется будущий враг».
Также Рами резко критиковал Хасана II и его политику, особенно за сотрудничество с Израилем. После гибели генерала Ахмеда Длими Рами утверждал, будто многолетний глава королевского репрессивного аппарата готовил республиканское восстание, свержение Хасана II и был за это убит.
В январе 2002 года Рами выступил с докладом «Влияние сионизма в Западной Европе» на организованной Олегом Платоновым Международной конференции по глобальным проблемам всемирной истории в Москве.
В декабре 2003 года в Виши он принял участие в учредительном собрании «Ассоциации по реабилитации жертв преследований за отрицание Холокоста».
Сталинские репрессии в СССР он называл «преступлениями сионизма» и утверждал, что политика Израиля подтверждает подлинность известной фальшивки дореволюционной России «Протоколы сионских мудрецов».